# Trường Trung học Giao thông vận tải Huế
Trường Trung học Giao thông vận tải Huế Lưu trữ ngày 3 tháng 12 năm 2022 tại Wayback Machine là một trường trung cấp chuyên nghiệp công lập, thuộc Sở Giao thông vận tải thành phố  Huế. Trường hiện đào tạo các hệ sơ cấp nghề, trung cấp nghề và trung cấp chuyên nghiệp.

## Lịch sử hình thành và phát triển[2]
- 1990: Trường Đào tạo Công nhân lái xe Thừa Thiên Huế.
- 1993: Trường Đào tạo Lái xe và Lái tàu sông Thừa Thiên Huế.
- 2000: Trường Kỹ thuật nghiệp vụ Giao thông vận tải Thừa Thiên Huế.
- 2005: Trường Trung học Giao thông vận tải Huế.

## Các thành tích tiêu biểu[3]
- 2005: Huân chương Lao động hạng Ba.
- 2012: Huân chương Lao động hạng Nhì[4][5].

## Các đơn vị đào tạo và dịch vụ, khoa học trực thuộc

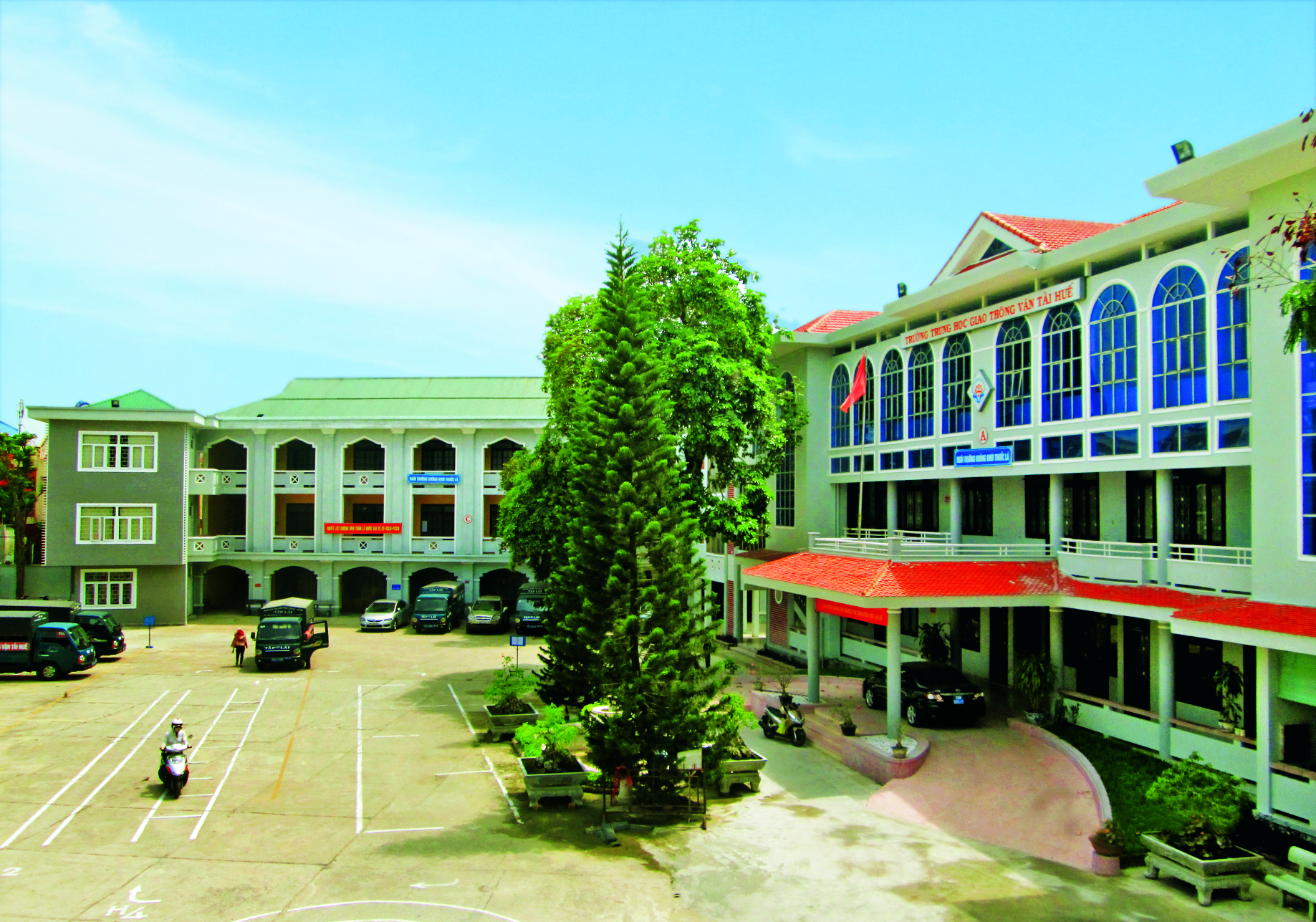
Trường Trung học Giao thông vận tải Huế

- Cơ sở 1: Số 365 Điện Biên Phủ - 346 Phan Bội Châu, thành phố Huế, tỉnh Thừa Thiên Huế.
- Cơ sở 2: Phường Thủy Phương, thị xã Hương Thủy, tỉnh Thừa Thiên Huế.
- Các khoa, ban:

Khoa Cơ khí
Khoa Kinh tế
Khoa Xây dựng
Ban Giáo viên thực hành
- Các phòng, tổ nghiệp vụ
- Trung tâm Sát hạch lái xe cơ giới đường bộ Thừa Thiên Huế [6]
- Phòng thí nghiệm Kiểm định xây dựng LAS-XD 1216
- Xưởng Cơ khí

## Các ngành nghề đào tạo
- Hệ trung cấp chuyên nghiệp

Đối tượng tuyển sinh: Học xong chương trình trung học phổ thông (đã tốt nghiệp hoặc chưa tốt nghiệp) và trung học cơ sở.
Các ngành đào tạo:
- Bảo trì và sửa chữa ôtô.
- Công nghệ kỹ thuật cơ điện tử.
- Điện công nghiệp và dân dụng.
- Kế toán doanh nghiệp.
- Kinh doanh vận tải đường bộ.
- Tài chính - Ngân hàng.
- Truyền thông và mạng máy tính.
- Xây dựng cầu đường.
- Xây dựng dân dụng và công nghiệp.
- Hệ trung cấp nghề

Đối tượng tuyển sinh: Học xong chương trình trung học phổ thông (đã tốt nghiệp hoặc chưa tốt nghiệp) và trung học cơ sở.
Các nghề đào tạo:
- Điện dân dụng.
- Kinh tế vận tải.
- Quản trị mạng máy tính.
- Hệ sơ cấp nghề

Tuyển sinh liên tục trong năm, thời gian học và đối tượng tuyển sinh theo quy định riêng của từng nghề.
- Lái xe môtô, máy kéo, ôtô tất cả các hạng.
- Lái tàu sông các hạng.
- Vận hành máy thi công cơ giới, xe nâng hạ, cần trục...
- Hệ liên thông, liên kết

Liên kết đào tạo hệ liên thông từ trung cấp nghề và trung cấp chuyên nghiệp lên cao đẳng, đại học.
- Tập huấn nâng cao nghiệp vụ giáo viên dạy lái xe[7]